# 북진책
북진책(北進策)은 고려의 건국이념의 하나로 고려조에 일관된 정책이었다.

## 고구려의 후신
고려는 고구려의 후계자로 자처하여 국호를 고려라 하였다. 서긍(徐兢)의 『고려도경(高麗圖經)』과 『송사(宋史)』 『원사(元史)』의 고려전에도 고려를 고구려의 후신(後身)처럼 기록한 것은 그 명칭에서만 아니라 실제로 고려 사람들이 자기 나라를 고구려의 후신임을 주장한 데서 나온 것이라 하겠다. 서희(徐熙)가 거란의 소손녕(蕭遜寧)에 대하여 우리나라는 고구려의 후신이니 만일 지계(地界)를 따지자면 귀국(貴國)의 동경(東京:遼陽)·심(瀋:奉天)은 본래 우리나라 옛땅에 속한 것이라 하여 달랜 사실 등은 이를 증명하는 것이다. 
이와 같이 고려는 태조 때부터 북진책을 표방하여, 고구려의 구도 평양성을 중시하여 서경으로 삼고 임금이 자주 행차하였으며 이후 역대 임금이 이를 계승하여 성종 초기에는 고려 영토가 청천강(淸川江)을 넘어 평안북도 박천(博川)·영변(寧邊)·운산(雲山)·태천(泰川) 등지 압록강 연안일대를 차지했고, 991년(성종 10)에는 압록강 이남(以南)의 여진족을 백두산 밖으로 몰아냈다는 기록을 남겼다.
그런데 고려는 건국 이래로 요(療:契丹)·금(金:女眞)·원(元:蒙古)의 강국이 만몽지방(滿蒙地方)을 무대로 등장하였으므로 그의 이상(理想)을 실현하지 못하고 말았다. 그러나 북진의 기회가 있을 때마다 북벌을 행하였던 것이니 요가 쇠하고 금이 일어나기 전인 예종(睿宗) 때 윤관의 여진정벌이 있었으며, 공민왕 초기에 원의 세력이 쇠하자 압록강 이서(以西)의 팔참(八站)을 정벌하였고, 또 1370~1371(공민왕 19~20)에는 동녕부와 요양(遼陽)을 정벌하였으며, 우왕(禑王) 때의 요동정벌(遼東征伐) 출병도 모두 북진책의 전통적 이상에서 나온 것이다.